# Перехресний трафік
Перехресний трафік (англ. Crosstime Traffic) — серія книг Гаррі Тертлдава.
Головною передумовою оповідань є Земля, яка відкрила доступ до альтернативних всесвітів, де історія розвивалася інакше. «Перехресного трафіка» — це назва компанії, яка є глобальною монополією на цю технологію.

## Тло
Тло дуже нагадує серію Г. Біма Пайпера Paratime та серію Кіта Ломера «Імперіум». Серії Пайпер віддають належне імена винахідників часової транспозиції: Галдрон і Гестор у Пайпер, Гелбрейт і Гестер у Тертлдава. У всіх серіях на «домашній часовій шкалі» бракувало ресурсів, і вона використовувала свої знання про час, щоб таємно імпортувати запаси з інших Земель і врятувати їхню цивілізацію від краху. Найважливішою відмінністю є характер домашньої шкали часу. Світ Пайпер був населений культурою, яка була технологічно розвиненою протягом тисячоліть і була ще більш віддаленою спорідненістю з нашою. У серії Ломера була цивілізація, яка була менш розвиненою, ніж наша власна майже в усіх відношеннях, за винятком їхніх технологій подорожей. Світ Тертлдава, незважаючи на те, що дія відбувається в 2090-х роках, нагадує реальний світ 2010-х років із скромним загальним прогресом у технологіях, включаючи можливість перехресного часу, а також інфляцію, в результаті чого 100 доларів США (на прізвисько «франкліни») мають таку саму купівельну спроможність, що й 1 долар США. у 2010-х роках.
Це молодіжні романи з головними героями-підлітками, які часто застрягають у небезпечних альтернативних світах і мусять пристосовуватися, щоб вижити. Їхні пригоди допомагають їм краще зрозуміти переваги життя в цивілізованому, високотехнологічному суспільстві. Незмінно в кожній книзі є два персонажі, хлопчик і дівчинка — різні в кожній книзі; в більшості книг один з них — з рідної часової лінії, а інший — з відвіданого альтернативного світу. За винятком «Порохової імперії», де головними героями є рідні брати і сестри, любовний інтерес, що розвивається між героями, незмінно є частиною сюжету. У двох книгах він закінчується успішним завершенням, коли головний герой з Альтернативної часової лінії отримує винятковий дозвіл на відвідування Домашньої часової лінії; в одній книзі закохані прощаються зі сльозами на очах; а в одній обставини призводять до того, що хлопець і дівчина стають запеклими ворогами, незважаючи на їхній взаємний потяг.
Незважаючи на значне насильство, мова та сюжети обмежені цільовою аудиторією. Наприклад, «У вищих сферах» містить перспективу сексуального насильства над дівчиною-рабинею, але не вживаєmься слова «зґвалтування» (хоча пізніше це слово вживається у «Війні Долини та Вестсайду»). Це свідчить про значну стриманість автора Тертлдава, який відомий тим, що писав сцени розкутої сексуальності, насильства та нецензурної лексики у своїх романах для дорослих, таких як серія «Світова війна», «Південна Перемога» та «Війна, яка прийшла рано».

## Романи
- «Імперія Пороху» (2003): перша книга серії, у якій розповідається про двох братів і сестер, які опинились під час облоги форпосту Римської імперії, яка ніколи не розвалювалася.
- «Цікаві поняття» (2004): друга книга серії розповідає про підлітка та його батька, які керують магазином електроніки в Сан-Франциско у світі, де панує імперська Німеччина після перемог у всіх трьох світових війнах протягом першої половини двадцяте століття.
- «У вищих сферах» (2005): події відбуваються у світі, де Чорна смерть убила чотири п'ятих населення Європи, а маври все ще займають Іспанію та південну Францію, а також Італію, а промислова революція ніколи не відбулася.
- «Роз'єднані Штати Америки» (2006): у цій книзі розповідається про пару підлітків, один із цивілізації Кросстайм, другий — корінний житель, які зустрічаються у Вірджинії, де Сполучені Штати розпалися на початку 1800-х років через провал Конституційної конвенції. Північна Америка, яка роздирається війною між численними незалежними державами.
- «Гладіатор» (2007): дія цього роману відбувається у світі, де панує комунізм після того, як Радянський Союз виграв холодну війну наприкінці ХХ століття. В Італії двоє підлітків сваряться під згубним пануванням комунізму, доки через магазин стратегічних ігор не дізнаються про існування Crosstime Traffic, який не такий, як здається.
- «Війна Долини та Вестсайду» (2008): шоста книга серії, дія якої відбувається в Лос-Анджелесі, у світі, де в 1967 році відбулася ядерна війна. Лос-Анджелес та решта Сполучених Штатів розділені на численні крихітні республіки, королівства, міста-держави тощо. Нам розповідають історію про те, як Королівство Долини вторглося в демократію Вестсайду.